# Gavel-Långsjön
Gavel-Långsjön är en sjö i Norrtälje kommun i Uppland och ingår i Norrtäljeåns huvudavrinningsområde. Sjön är 7,2 meter djup, har en yta på 5,27 kvadratkilometer och är belägen 24 meter över havet. Sjön avvattnas av vattendraget Norrtäljeån (Ålderskärrån).

## Delavrinningsområde
Gavel-Långsjön ingår i det delavrinningsområde (663493-164015) som SMHI kallar för Utloppet av Gavel-Långsjön. Medelhöjden är 33 meter över havet och ytan är 26,96 kvadratkilometer. Det finns ett avrinningsområde uppströms, och räknas det in blir den ackumulerade arean 39,64 kvadratkilometer. Avrinningsområdets utflöde Norrtäljeån (Ålderskärrån) mynnar i havet. Avrinningsområdet består mestadels av skog (67 procent). Avrinningsområdet har 5,25 kvadratkilometer vattenytor vilket ger det en sjöprocent på 19,5 procent.